# Kagome Kagome
Kagome, kagome (かごめかごめ ou 籠目籠目) é uma brincadeira folclórica infantil japonesa. Uma criança é escolhida como oni (literalmente "demônio" ou "ogre"), essa criança senta com os olhos vendados. As outras crianças juntam as mãos e andam em círculos em volta do oni enquanto cantam uma música. Quando a música para, o oni tem que falar qual é a pessoa atrás dele, se ele estiver correto, a pessoa atrás dele vira o oni. Mas, se o oni não estiver correto, ele é decapitado.

## A cantiga
Nota: Existem várias versões da música.
| Caracteres japoneses        | Transliteração                        | Tradução                                                     |
| --------------------------- | ------------------------------------- | ------------------------------------------------------------ |
| かごめかごめ 篭の中の鳥は   | Kagome kagome kago no naka no tori wa | Em volta de você, em volta de você, o pássaro em uma gaiola, |
| いついつ出やる 夜明けの晩に | Itsu itsu deyaru yoake no ban ni      | Quando você vai se libertar? Na noite da madrugada           |
| 鶴と亀と滑った              | Tsuru to kame to subetta              | o grou e a tartaruga escorregaram e caem.                    |
| 後ろの正面だあれ。          | Ushiro no shōmen daare.               | Quem está atrâs de você agora?                               |

## Na cultura popular
A banda de metal Dir En Grey compôs a música chamada "Shokubeni", do álbum Vulgar, que se baseia no rítmo dessa cantiga.
Há também uma música de VOCALOID baseada nessa música, da Megurine Luka e Hatsune Miku, com o nome de Kagome Kagome (Circle you, Circle you).
Há uma música de uma Virtual Youtuber, chamada Tenjin Kotone, com o nome Kagome, fazendo referência à essa cantiga.
A banda GRIEVA (グリーヴァ) também fez uma música se tratando do assunto.
Na música "ONI NO HISHIMEKU KAGOME UTA" Kyouki canta a cantiga no começo da música e o refrão se baseia nela tambem.
A banda Kagrra, também fez uma música sobre o tema chamada "GIKYOKU KAGOME NO UTA".
Nessa música a cantiga é cantada várias vezes.
A banda Kiryū (banda), também tem uma música sobre, seu nome sendo "魑魅魍魎ノ跳梁跋扈 (Chimimouryou no chouryoubakko)" A música faz referência à cantiga, sendo cantada no refrão.
No 8° jogo da série de videogame Touhou Project, Imperishable Night, há uma referência da cantiga na 5ª fase do jogo.